# Centrala hidroelectrică de la Stânca–Costești
Centrala hidroelectrică de la Stânca–Costești este o hidrocentrală pe râul Prut, construită în dreptul localităților Stânca (Ștefănești), Botoșani, România și Costești din Republica Moldova.
Acordul prevedea în principal ca:
- Fiecare parte să participe în cote egale;
- Părțile să folosească volumul de apă regularizat și energia electrică în cote egale;
- Exploatarea să se facă de partea româna pentru lucrarile de pe teritoriul României și de Uniunea Sovietică pentru lucrările de pe teritoriul ei.

## Amplasament
Amplasamentul lucrărilor se află la 576 km de la vărsare, într-o zonă în care lățimea albiei majore de cca 3 – 4 km este strangulată și redusă la cca 400 m prin recifuri calcaroase care practic constituie un baraj natural.
Geologia sectorului în care este situat lacul de acumulare este destul de uniformă, formată din depuneri de prafuri argiloase cu nisipuri și pietrișuri sub care se găsesc argile și calcare sarmatice. Grindul recifal din amplasamentul uvrajelor principale este constituit din calcare cochilifere, relativ dure.
Suprațata bazinului hidrografic a râului Prut în secțiunea Stânca–Costești este de cca 12.000 km², iar debitul mediu multianual este de 81 m³/s. Valorile debitelor maxime sunt de 4.700 m³/sec la asigurarea de 0.1% de 2.940 m³/s la asigurarea de 1%. Debitul minim observat este de 2,5 m³/s.
Nodul hidroenergetic asigură 5-6% din energia produsă anual de producătorii moldoveni și cca. 1-1,5% din energia consumată de partea dreaptă a fluviului Nistru a Republicii Moldova (situația anului 2020).

## Scopul
Nodul hidrotehnic are ca folosințe principale combaterea inundațiilor unui râu capricios, irigațiile, alimentările cu apă, hidroenergia și piscicultura.
- Lacul de acumulare cu un volum total de 1.400 mil m³, al doilea din țară după Porțile de Fier I, are prevăzut un volum de combatere a inundațiilor de 550 mil. m³ care permite atenuarea viiturii cu asigurarea de 1% de la 2.940 m³/s la 700 m³/s și împreună cu îndiguirile din aval, scoaterea de sub inundații a 100.000 ha terenuri din luncă.
- Irigațiile se pot dezvolta pe o suprafață de 140.000 ha, câte 70.000 ha de fiecare parte.
- Alimentarea cu apă se asigură prin debite de 10 – 16 m³/s pentru riveranii din aval.
- Energia se exploatează prin 2 centrale cu câte un agregat de 15 MW, la debitul de 2 x 65 m³/sec, cu o energie medie anuală de 2 x 65 GWh. Graficul de exploatare a centralelor hidroelectrice este subordonat celorlalte folosințe.

## Soluția tehnică
Nodul hidrotehnic Stânca–Costești este constituit din principalele obiecte:
- frontul de retenție: barajul principal, deversorul de ape mari, baraje de închidere a versanților calcaroși, barajul de închidere a unei foste cariere de calcar de pe malul stâng, consolidarea umărului mal drept;
- nodul de presiune: canalul de aducțiune, priza de apă, galeriile de aducțiune a CHE și golirile de fund pentru devierea apelor și evacuarea debitelor mari, centralele hidroelectrice cu bazine de liniștire și deznisipatoare, lacul de compensare, stăvilarul lacului de compensare;
- lucrările de protecție, etanșare, drenaj și consolidare a frontului de retenție;
- consolidări de mal, lucrări anexe, amenajări.

## Frontul de retenție
- Cu o înălțime maxima de 47 m și o lungime de 740 m, barajul principal este realizat cu pământuri din lunca Prutului: partea centrală din nisip argilos, prismele amonte si aval din balast, iar ecranul înclinat, fundat pe stânca, din argile prăfoase. Ecranul înclinat are la bază o galerie de injecții. S-a ales soluția cu ecran înclinat, care prezintă avantajul unei mai bune și mai economice etanșări a fundației, precum și a executării independente a corpului central din nisipuri argiloase și a zonelor laterale din balast. Corpul barajului include batardoul amonte. Protectia taluzului amonte s-a executat din dale de beton armat turnate pe loc.
- Pentru evacuarea viiturilor cu asigurare de peste 1% (2.940 m³/sec) s-a prevăzut un evacuator de suprafață, amplasat pe grindul recifal mal drept, între barajul de pământ și barajul de închidere mal drept. Este constituit dintr-un prag deversant, canalul rapid, disipatoarele de energie și un canal de evacuare cu debușare în lacul de compensare. Pragul deversant este un deversor cu profil practic, de 117 m lungime, dispus în curbă, cu 6 deschideri totalizând 96 m deschidere liberă, echipat cu 6 stavile clapetă 16 x 2,70 m, acționate hidraulic. La betonarea planului înclinat al deversorului s-a aplicat o soluție tehnică originală pentru betonare, cofrajul feței finite fiind realizat din fundul unei cutii metalice care la montaj era goală, iar la betonare se umplea cu apă pentru ca greutatea să preia presiunea betonului proaspăt vibrat.
- Grindul recifal la ambele maluri prezintă cote joase, fapt ce a necesitat supraînălțarea crestei sale până la cota coronamentului cu baraje de greutate de 10 – 20 m înălțime. Pe malul drept barajul, de 460 m lungime, s-a realizat din beton monolit. Pentru realizarea cotei de fundare pe calcare sănătoase, s-au efectuat excavații prin metoda „bioge”, respectiv în incinte locale mărginite de pereți de beton armat consolidați între ei, pe orizontală, cu grinzi metalice. Excavarea s-a realizat cu excavatorul cu cupă inversă până la adâncimea de 6–8 m și cu greiferul până la cota finală, după care a urmat betonarea. Barajul de la malul stâng, lung de 180 m, s-a executat din prefabricate spațiale din beton armat umplute cu balast.
- Pentru evitarea degradării versanților grindului din cauza valurilor, variației nivelului apelor și fenomenul de îngheț-dezgheț, s-a prevăzut protecția stâncii cu dale de beton turnate pe loc, armate și ancorate în stâncă.
- Pe versantul stâng zona unei vechi cariere de calcar a fost închisă cu un baraj de pământ de 140 m lungime și o înalțime maximă de 33 m cu nucleu central de argilă și prisme laterale de nisipuri argiloase și balast. Protecția taluzului amonte s-a executat din dale de beton armat turnate pe loc.
- În vederea împiedicării pierderilor de apă prin frontul de retenție s-a prevăzut realizarea unui voal de etanșare la baza barajului principal și în grindurile recifale și injectii de legătură pe suprafețele de contact dintre construcțiile de beton și stâncă, sisteme de drenaj și piezometre. Adâncimea voalului variază de la 22 m în zona barajului principal la 55–60 și chiar 100 m în zona grindurilor recifale.

## Nodul de presiune
- Există un canal de aducțiune care a fost folosit pe perioada execuției lucrărilor și care duce la priza de apă de 37 m lungime, 34,5 m lațime și 48,5 m înălțime; este de tip turn de beton armat monolit parțial inclusă în baraj și fundată pe calcar. Este prevazută cu 6 deschideri, 2 pentru centrale și 4 pentru evacuarea debitelor de viitură și goliri de fund. Parțial au fost folosite și pentru devierea apelor în timpul execuției lucrărilor. Galeriile de alimentare a centralelor și golirile de fund sunt unite într-un bloc monolit și sunt fundate pe calcar.
- Clădirea centralelor hidroelectrice este amplasată la piciorul barajului, fundată pe calcar. În cladirea comună pentru cele două centrale, desparțite de graniță, sunt amplasate două turbine Kaplan cu ax vertical cu palete reglabile de Ø=3,6 m, instalate în camere spirale din beton armat. Legătura CHE cu lacul de compensare se realizează printr-un bazin de liniștire, combinat cu disipatoarele golirilor de fund dispuse în galerii de beton, un canal de evacuare și o rizberma din dale articulate de beton armat.
- Lacul de compensare este amenajat în cariera de material local, exploatată pentru execuția umpluturilor din barajele de pământ. Are o suprafață de 30 ha, un volum de 600.000 m³ și permite o variație de nivel de 2 m. Taluzurile lacului sunt protejate cu dale de beton armat. În zona aval s-a prevăzut un stăvilar de evacuare a apelor în Prut, prin care se asigură atât regularizarea debitelor lacului de compensare cât și scurgerea debitelor de viitură atenuate. Stăvilarul are 3 deschideri de 10,0 m echipate cu stavile segment și un prag deversant de 25 m lungime.
- În scopul asigurării furnizării debitelor necesare pe Prut, în perioadele de nefuncționare a nodului de presiune sau efectuării de reparații la lacul de compensare, s-a prevăzut o priză de rezervă pentru captarea unui debit de 35 m³/sec, situată în plotul 9 a barajului de închidere mal drept, echipată cu o vană plană acționată hidraulic, o galerie de evacuare de 5 m² și construcția de debușare în rîul Prut.
Lucrările au început în anul 1973, au fost inaugurate oficial la 4 noiembrie 1978, iar recepția definitivă s-a făcut în 1979.